# 小川マキ
小川 マキ（おがわ まき、3月7日 - ）は、日本のシンガーソングライター。群馬県前橋市出身。O型。

## 経歴
3月7日、群馬県前橋市生まれ。
群馬県立前橋女子高等学校出身。在学中はテニスにいそしむ。
表現者を志して上京。都内の芸能スクールで演劇や歌を学ぶ。はじめ芝居やタレント活動に精を出すが、「音楽を通じて発信者になりたい」と、2002年春より自ら作詞作曲をしながら、ライブ活動を開始。
2006年6月、伴都美子のファーストソロシングル「Flower」の歌詞を提供。作詞家としてのキャリアを開始する。
2008年2月、10万人に1人といわれている難病・赤芽球癆(せきがきゅうろう)を発症。約2年間、活動休止を余儀なくされる。免疫抑制治療を続けながら活動を再開。
2011年3月11日、東日本大震災発生。4月7日、ヤマトグループの復興支援プロジェクトとして「宅急便1個につき10円の寄付」の取り組みを発表。2012年、「宅急便ひとつに、希望をひとつ入れて」をコンセプトとするCMソング『KIBOU』が制作される。その作詞を担当。2012年12月31日、紅白歌合戦でTOKIOがこの曲を歌唱。『me bu ku』紙の取材に対し、「自分の分身が紅白に出られたと感動しました」と答えている。

## 作詞家として

### シングル
- 『Flower』2006年6月7日
  - 作詞：小川マキ、作曲：大西克巳、編曲：平出悟、歌：伴都美子（『おいしいプロポーズ』主題歌[9]）
- 『グッデイ!!』2006年6月14日（マキシシングル）
  - 収録曲の一つ『旅立ちの翼』作詞：小川まき、作曲：菊池一仁、編曲：高見優、歌：V6
- 『純情！サクラ吹雪』2007年3月7日
  - 作詞：汐留一男, 青山夏門, 小川マキ、作曲：NS2、編曲：NS2、歌：小梅太夫 with High! Cheese
- 『ジャスミン/Rainbow』（両A面）2007年5月23日
  - 収録曲の『Rainbow』作詞：小川マキ、作曲：大隅知宇、編曲：久米康隆（『VivaVivaV6』テーマソング、早稲田アカデミーCMソング）
- 『KIBOU』2012年2月29日
  - 作詞：小川マキ、作曲：森元康介、編曲：大西省吾、歌：TOKIO（ヤマト運輸CMソング）

### アルバム
- 『SDガンダム三国伝 BraveBattleWarriors』オリジナルサウンドトラック 2010年12月22日
  - 収録曲の『三璃紗伝説 -The Brave Legend-』作詞：小川マキ、作曲：吉川慶、編曲：吉川慶、歌：Ko-Saku（『SDガンダム三国伝 BraveBattleWarriors』エンディングテーマ）
- 『永き夜のロンド』2010年12月30日
  - 収録曲の『GINROW』作詞：小川マキ、編曲：NYO、歌：あやや
- 『月光乱舞』2010年8月14日
  - 収録曲の『天空の狂詩曲』編曲：後藤康二(ck510)、作詞：小川マキ、歌：さゆり
- 『ENDING THEME COLLECTION』2011年12月21日[10]
  - 収録曲の『明日はきっと…』歌：棚町薫（CV：佐藤利奈）、作詞：小川マキ、作曲・編曲：横山克（『アマガミSS+ plus』エンディングテーマ）
  - 収録曲の『風に吹かれて』歌：棚町薫（CV：佐藤利奈）、作詞：小川マキ、作曲：ムラマツテツヤ、編曲：堤博明
  - 収録曲の『パンドラの恋』歌：上崎裡沙（CV：門脇舞以）、作詞：小川マキ、作曲・編曲：横山克
- 『蒼き月の鎮魂歌』2011年12月30日 冬コミにて[11]
  - 収録曲の『夜桜の宴』作曲・編曲：後藤康二、作詞：小川マキ、歌：さゆり
  - 収録曲の『魔夜中の箒星』編曲：後藤康二、作詞：小川マキ、歌：さゆり[12]

（）

## 歌手として

### シングル
- 『君がいるから ～ People First ～』2004年6月23日（日本郵政公社労働組合イメージソング）
- 『きずな』2012年5月
- 『祈り』2012年5月1日

### アルバム
- 『空の海』2003年6月24日
- 『SALA-SALA』2004年3月19日
- 『DEAR』2007年11月30日
- 『SunFlower』2013年8月24日
- 『ivy』2013年12月1日
- 『Nostalgia』2016年10月29日

（）